# Hôpital de campagne contre le coronavirus de Canberra
 (décembre 2021).
L'hôpital de campagne contre le coronavirus de Canberra (en anglais : Canberra Coronavirus Field Hospital) est un hôpital de campagne, temporaire, situé à Canberra, en Australie. Il fut créé pour lutter contre la pandémie de COVID-19 de 2020. L'hôpital a été construit par Aspen Medical, une société basée à Canberra qui est spécialisée dans la construction d'hôpitaux temporaires. Il est situé exactement dans le quartier de Garran Oval, au nord-est du campus existant de l'hôpital de Canberra (en).

## Histoire
Le projet a été annoncé le 9 avril 2020. À cette date, 84 patients de Canberra avaient un diagnostic positif au COVID-19, dont 9 étaient hospitalisés. La construction a commencé le jour même, et devrait coûter 23 millions de dollars australiens. Le 21 mai 2020, l'hôpital a été ouvert après seulement 37 jours de construction.
Peu de temps après, le 24 mai 2020, les autorités sanitaires de l'ACT ont annoncé que l'hôpital ne serait probablement plus utile grâce à la phase réussie de prévention. Cette fermeture anticipée ramènerait le coût du projet à 14 millions de dollars australiens,. 
Le 14 février 2021, le gouvernement ACT (Government of the Australian Capital Territory (en)) a annoncé que l'hôpital nommé « Garran Surge Centre » devient le centre de vaccination de Canberra pour le vaccin Pfizer.

## Personnel et installation
L'établissement était doté de 200 professionnels de la santé. Il comptait 44 lits et six dispositifs de réanimation, ce qui en fit un élément majeur des efforts du gouvernement ACT pour augmenter la capacité d'accueil à Canberra.